# جازمين شيبار

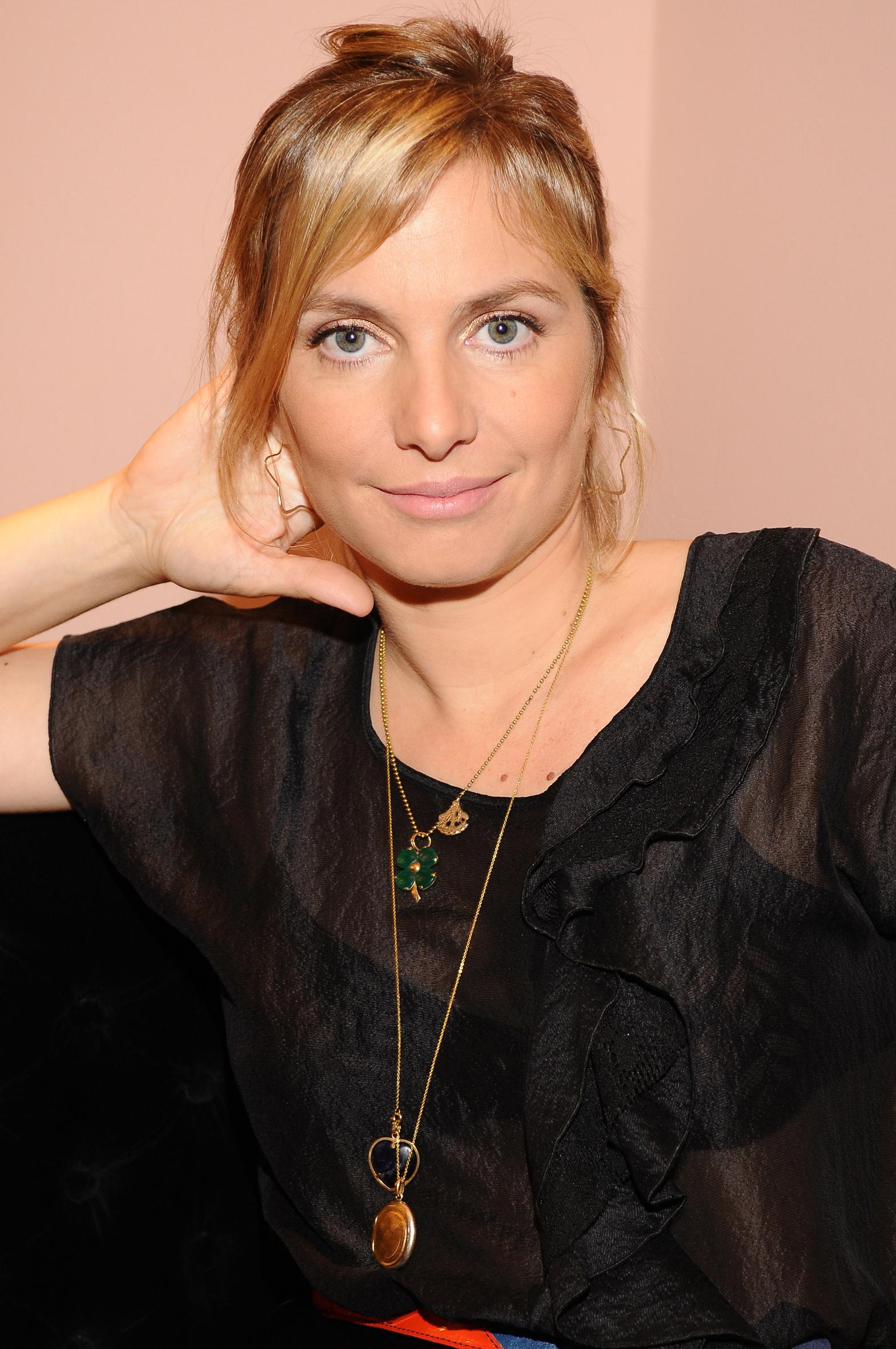
جازمين شيبار

جازمين شيبار (بالإسبانية: Jazmín Chebar)‏ ولدت عام 1973 في بوينس آيرس وهي مصممة أزياء أرجنتينية. ذُكر بأنها «واحدة من كبار المصممين في الأرجنتين» حيث أنها تمتلك محل أزياء ضخم يحمل نفس اسمها حيث يهتم «صنع وإنتاج الملابس الرسمية على الطراز الفرنسي».

## السيرة الذاتية
من بداياتها، كانت قد تعرفت على طريقة تصميم الأقمشة من خلال المنصات المملوكة لوالدها والتي تحمل اسم «لا كلوشارد» حيث تهتم بالأزياء التاريخية في بوينس آيرس. بعد انتهائها من المدرسة، انتقلت شيبار إلى مدينة نيويوركحيث واصلت دراستها في مدرسة بارسونز الجديدة للتصميم، وقد حصلت على درجة وشهادة في مجال تصميم الأزياء والترويج للموضة في عام 1995. ثم عملت لكل من فالنتينو ودونا كاران.
وقد أسست بعد ذلك شركة خاصة بها حملت اسم رماد الجنة.
في آذار/مارس من العام 1997، افتتحت جازمين أول متجر لها في بوينس آيرس، وبعد عامين فتحت متجر ثانيا لها وبدأ عملية تصدير أزيائها إلى الولايات المتحدة. وفي عام 1999 كانت ضيفة في أسبوع الموضة في باريس، ثم في في آذار/مارس 2002 انضمت إلى جمعية مع الموضة من تنظيم كلاوديو دريشر، وقد أعدا معا خطة من أجل النمو الاستراتيجي وجعل العلامة التجارية رمزا من الجودة والتفرد في الشخصية، وكذلك من أجل جعلها أفضل شركة أزياء في بوينس آيرس،  وفي وقت لاحق باتت جازمين تملك أربعة عشر متجرا حصريا في أماكن أخرى غير العاصمة، بما في ذلك لابلاتا، قرطبة، ميندوزا، وكذلك في دول أخرى مثل تشيلي، أوروغواي، المكسيك، باراغواي، بيرو ثم بوليفيا.

## ردود الفعل
وصفتها ستيل طوطال (بالإنجليزية: Style Total)‏ بأنها «عارضة أزياء تحقق التوازن بين التطور والموضة التي يعطيها سمة فريدة من نوعها»،  بينما وصفتها تلغراف بأنها «ستيلا ماكارتني عصرها».

## وصلات خارجية
- الموقع الرسمي (بالإسبانية)
- مقالات حول جازمين شيبار في لانكيون (بالإسبانية)